# Rody Tolassy
Rody Tolassy (ur. 21 września 1987 w Pointe-à-Pitre) – francuski polityk związany z Gwadelupą, poseł do Parlamentu Europejskiego X kadencji.

## Życiorys
Zawodowo związany z sektorem prywatnym, został kierownikiem firmy produkującej urządzenia hydrauliczne i pneumatyczne. Dołączył do Frontu Narodowego, przekształconego w 2018 w Zjednoczenie Narodowe. Kierował lokalnym oddziałem partyjnej młodzieżówki. W 2018 objął funkcję delegata RN w departamencie Gwadelupa. Bez powodzenia kandydował z ramienia swojej partii do Zgromadzenia Narodowego. W wyborach w 2024 uzyskał mandat deputowanego do Europarlamentu X kadencji.